# Filipe Brigues
Filipe Manuel Nunes Brigues (sinh ngày 24 tháng 7 năm 1990) là một cầu thủ bóng đá người Bồ Đào Nha thi đấu cho U.D. Leiria ở vị trí hậu vệ phải.

## Sự nghiệp câu lạc bộ
Sinh ra ở Alcácer do Sal, Setúbal, Brigues gia nhập hệ thống trẻ Vitória FC lúc 10 tuổi. Ngày 19 tháng 4, anh có màn ra mắt tại Giải bóng đá vô địch quốc gia Bồ Đào Nha cho câu lạc bộ, vào sân từ ghế dự bị trong thất bại 0–4 trên sân nhà trước S.L. Benfica.
Được giải phóng vào tháng 6 năm 2011, Brigues chuyển sang thi đấu ở giải hạng ba.